# EFES Pilsen Cup
De EFES Pilsen Cup is een voetbaltoernooi dat sinds 2002 voor clubs wordt georganiseerd in Turkije. Het vindt plaats in het Turkse Antalya, in de maand januari. Het toernooi wordt door professionele voetbalclubs gezien als een voorbereiding voor de tweede seizoenshelft van de competitie. Vaak nemen clubs spelers mee die afkomstig zijn uit eigen jeugdopleiding of uit het buitenland, en zich mogen bewijzen voor een vast contract of plaats in de selectie.
Bekende clubs die ooit hebben deelgenomen aan de EFES Pilsen Cup:
| - Beşiktaş - Borussia Dortmund - Fenerbahçe - Feyenoord Rotterdam - Galatasaray - Hertha BSC Berlin - FC Kaiserslautern |  | - Malmö FF - PSV Eindhoven - Spartak Moskou - Sturm Graz - Trabzonspor - Vitesse Arnhem - Werder Bremen |

## Overzicht versies EFES Pilsen Cup
| Editie               | Winnaar        | Runner-Up           |
| EFES Pilsen Cup 2007 | Werder Bremen  | Feyenoord Rotterdam |
| EFES Pilsen Cup 2006 | Beşiktaş       | Galatasaray         |
| EFES Pilsen Cup 2005 | Malmö FF       | Spartak Moskou      |
| EFES Pilsen Cup 2004 | Galatasaray    | Werder Bremen       |
| EFES Pilsen Cup 2003 | Trabzonspor    | PSV Eindhoven       |
| EFES Pilsen Cup 2002 | Spartak Moskou | Fenerbahçe          |